# Arnaud Bodart
Arnaud Bodart (* 11. März 1998 in Seraing) ist ein belgischer Fußballspieler. Der Torwart steht aktuell beim FC Metz in Frankreich unter Vertrag.

## Karriere
Seit er acht Jahre alt war, spielte Bodart bei den diversen Jugendmannschaften von Standard Lüttich. Er wurde im vereinseigenen Ausbildungszentrum, der Académie Robert Louis-Dreyfus, gefördert.
Während der Play-off-Spiele der Saison 2016/17 stand Standard bereits als belgischer Pokalsieger fest und war somit für die Gruppenphase der Europa League 2017/18 qualifiziert. Zugleich hatte man nur die Play-off 2 erreicht und spielte daher nicht mehr um die Meisterschaft mit. In dieser Situation wurde Bodart noch als Spieler der Reservemannschaft in den Kader der ersten Mannschaft berufen und stand während der letzten zwei (sportlich für den Verein bedeutungslosen) Saisonspielen während des gesamten Spieles im Tor. Am 15. Mai 2017 schloss der Verein mit ihm einen Profi-Vertrag ab.
Während der Saison 2018/19 stand bei Standard Guillermo Ochoa bei allen Spielen im Tor. Bodart hatte in dieser Saison kein Spiel: weitgehend stand er gar nicht im Kader und war zudem von Oktober bis Dezember 2018 infolge eines Handbruches verletzt. Bereits am 19. April 2018 hatte Standard seinen Vertrag verlängert.
Nachdem Ochoa vom CONCACAF Gold Cup 2019 verletzt zurückkehrte und dann auch den Verein wechselte, ist Bodart ab der Saison 2019/20 der neue Stamm-Torwart. Entsprechend wurde sein Vertrag am 30. September 2019 erneut verlängert. In der Saison 2019/20 stand er bei allen 29 Ligaspielen bis zum Abbruch der Saison infolge der COVID-19-Pandemie im Tor. Am 21. November 2020 erzielte er als Torwart selbst ein Tor, als er in der 6. Minute der Nachspielzeit im Ligaspiel gegen die KAS Eupen einen Freistoß im gegnerischen Strafraum ins Tor verlängerte und damit den 2:2-Ausgleichstreffer erzielte. In der Saison 2020/21 stand er in 37 von 40 Ligaspielen, vier Pokalspielen und neun Europapokal-Spielen einschließlich Qualifikation im Tor.
Anfang August 2021 wurde sein Vertrag erneut verlängert. In der Saison 2021/22 bestritt er 26 von 34 möglichen Ligaspielen. In vier Spielen blieb er ohne Gegentor; insgesamt wurden gegen ihn 41 Tore erzielt. In der nächsten Saison bestritt er alle 40 möglichen Ligaspiele sowie ein Pokalspiel. Bei 13 Spielen blieb er ohne Gegentor; insgesamt wurden gegen ihn 59 Tore erzielt, davon 10 in den letzten drei Play-off-Spielen, bei denen der Verein bereits keine Chance mehr hatte, die Play-off zu gewinnen. In der Saison 2023/24 waren es 34 von 40 möglichen Ligaspielen.
Nachdem er in der folgenden Spielzeit bis zum Jahresende nur noch in zwei von 20 möglichen Ligaspielen zum Einsatz gekommen war, wechselte der Torhüter Anfang 2025 zum französischen Zweitligisten FC Metz, wo er einen Vertrag bis zum Ende der Saison 2024/25 unterschrieb.

## Nationalmannschaft
Bisher stand Bodart bei zwei Freundschaftsspielen für die U18-Nationalmannschaft jeweils eine Halbzeit im Tor, zuletzt am 14. Januar 2016. In der U-21-Nationalmannschaft spielte er erstmals am 9. Oktober 2020 bei einem EM-Qualifikationsspiel gegen Wales.
Für die Qualifikationsspiele zur Europameisterschaft 2024 gegen Österreich und Estland im Juni 2023 wurde er zum ersten Mal in die A-Nationalmannschaft berufen, aber nicht eingesetzt.